# Simopteryx vitellinata
Simopteryx vitellinata là một loài bướm đêm trong họ Geometridae.